# Paweł Hạnh
Paweł Hạnh (wiet. Phaolô Hạnh) (ur. 1826 lub 1827 r. w Wietnamie – zm. 28 maja 1859 r. w Sajgonie w Wietnamie) – święty Kościoła katolickiego, męczennik.
Paweł Hạnh urodził się w 1826 lub 1827 r. Po przeprowadzce do Chợ Quán zajął się handlem. Został aresztowany podczas prześladowania chrześcijan. Był torturowany, żeby wyrzekł się wiary. Został ścięty 28 maja 1859 r.
Dzień wspomnienia: 24 listopada w grupie 117 męczenników wietnamskich.
Beatyfikowany 2 maja 1909 r. przez Piusa X. Kanonizowany przez Jana Pawła II 19 czerwca 1988 r. w grupie 117 męczenników wietnamskich.